# Mladen Rudonja
Mladen Rudonja (Koper, 1971. július 26. –), szlovén válogatott labdarúgó.
A szlovén válogatott tagjaként részt vett a 2000-es Európa-bajnokságon és a 2002-es világbajnokságon.

## Sikerei, díjai
Olimpija Ljubljana
- Szlovén kupagyőztes (2): 1995–96, 2002–03